# غيلبرتو سيبولفيدا
غيلبرتو سيبولفيدا (بالإسبانية: Gilberto Sepúlveda)‏ هو لاعب كرة قدم مكسيكي في مركز الدفاع، ولد في 4 فبراير 1999 في Guasave ‏ في المكسيك. لعب مع نادي غوادالاخارا.

## وصلات خارجية
- غيلبرتو سيبولفيدا على موقع قاعدة بيانات كرة القدم.إي يو (الإنجليزية)
- غيلبرتو سيبولفيدا على موقع ناشيونال فوتبول تيمز (الإنجليزية)
- غيلبرتو سيبولفيدا على موقع Soccerway.com (الإنجليزية)
- غيلبرتو سيبولفيدا على موقع عالم كرة القدم.نت (الإنجليزية)